# الدين في النيجر
يعد الدين الإسلامي العقيدة الأكثر شيوعٔا في النيجر، الواقعة في منطقة الساحل غرب إفريقيا.

## الإسلام
أظهر تعداد رسمي عام 2012 أن 99.3% من السكان يعتبرون أنفسهم مسلمين سنة. يعود تاريخ الإسلام في النيجر إلى أكثر من ألف عام.

## الديانات الإفريقية التقليدية
تمارس نسبة صغيرة من السكان الروحانية والمعتقدات الدينية التقليدية للسكان الأصليين، وتقدر الدراسات أن عدد هؤلاء يبلغ حوالي 4.11% من إجمالي السكان في عام 2020.

## المسيحية
وصلت المسيحية إلى النيجر لأول مرة مع التوسع الاستعماري الفرنسي، بالإضافة إلى المهاجرين من البلدان الساحلية المجاورة، وخاصة بنين وتوغو وغانا. يمثل المسيحيون، سواء من الروم الكاثوليك أو البروتستانت، أقل من 1% من السكان.

## البهائية في النيجر
بدأت البهائية في النيجر خلال فترة من النمو واسع النطاق لهذا الدين عبر أفريقيا جنوب الصحراء الكبرى قرب نهاية الفترة الاستعمارية.